# Jean-Jacques Ducel
Jean-Jacques Ducel né à Marseille en 1801 et mort à Paris en 1877 est un sculpteur, fondeur et maître de forges français.
Il créa la fonderie Ducel avec Paulin Viry.
Il est enterré à Paris au cimetière du Père-Lachaise.

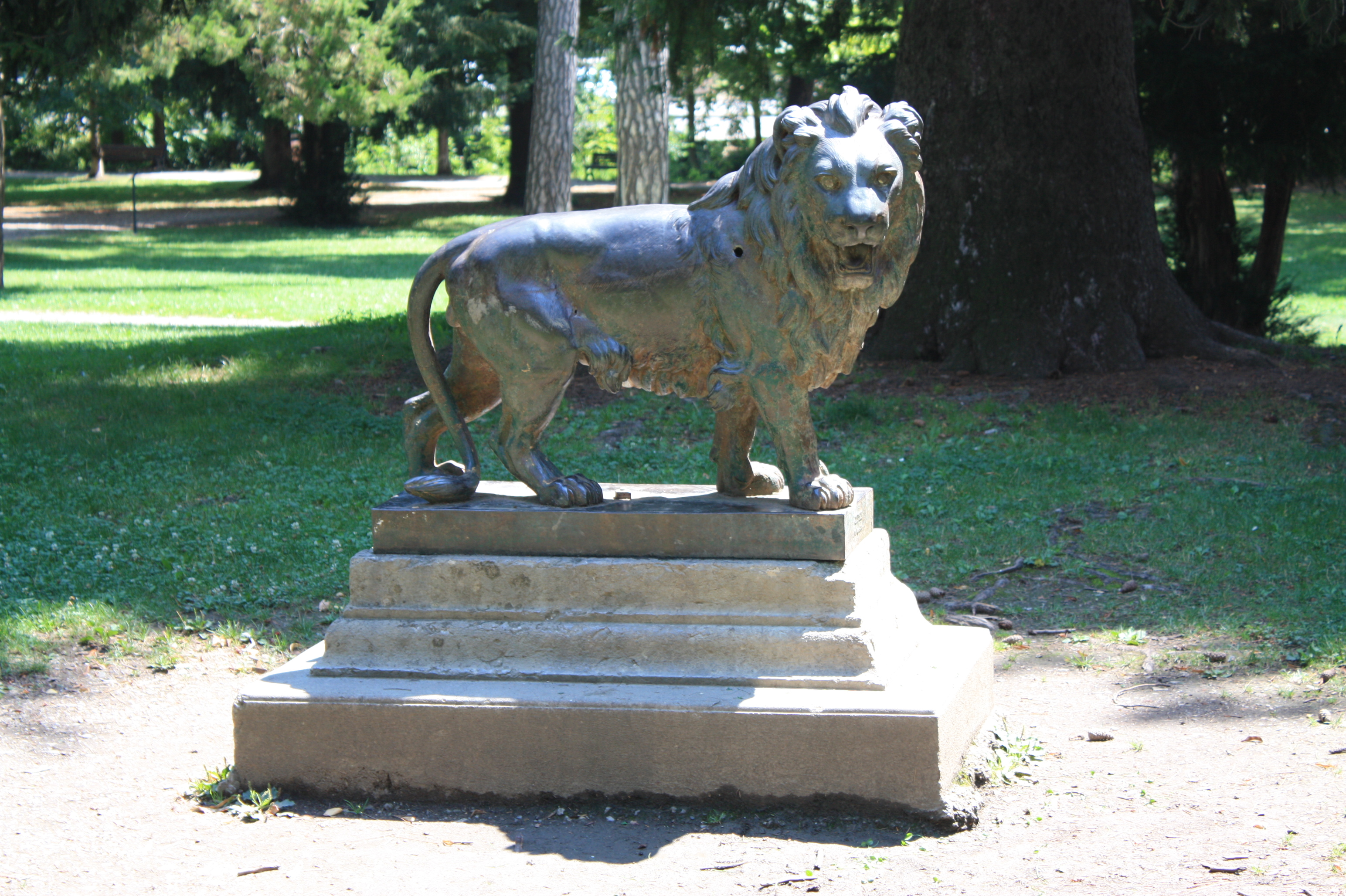
Lion du Parc de la Pépinière à Gap, réalisé par Ducel en 1858-1859. L’œuvre est volée en 2022.